# Sofiane Milous
Sofiane Milous (Drancy, 1º luglio 1988) è un judoka francese, campione continentale agli europei di Vienna 2010 nel torneo dei -60 kg. Ha rappresentato la Francia ai Giochi olimpici estivi di Londra 2012, classificandosi quinto nella categoria dei 60 kg.

## Palmarès
- Europei

Vienna 2010: oro nei -60 kg;